# Берданосовка (остановочный пункт)
Аксай — железнодорожная станция Ростовского региона Северо-Кавказской железной дороги.
Расположена на окраине города Аксай Ростовской области.
Остановка электропоездов.